# Camarões nos Jogos Olímpicos
Camarões participou pela primeira vez dos Jogos Olímpicos em 1964, e mandou atletas para competirem na maioria dos Jogos Olímpicos de Verão desde então. A nação desistiu de participar dos Jogos Olímpicos de Verão de 1976 após 3 dias de competição, ao aderir ao boicote dos países africanos em resposta à participação da Nova Zelândia, que ainda tinha ligações esportivas com a África do Sul no apartheid. Camarões já participou dos Jogos Olímpicos de Inverno em uma edição, em 2002, com um único representante: Isaac Menyoli.
Atletas camaroneses ganharam um total de 5 medalhas, incluindo o ouro no futebol nos Jogos Olímpicos de Verão de 2000.
O Comitê Olímpico Nacional dos Camarões foi criado em 1963.

## Jogos Olímpicos de Verão

### Quadro de medalhas
| Jogos                 | Número de atletas | Ouro           | Prata          | Bronze         | Total          | Classificação geral |                |
| 1896 Atenas           | não participou    | não participou | não participou | não participou | não participou | não participou      | não participou |
| 1900 Paris            | não participou    | não participou | não participou | não participou | não participou | não participou      | não participou |
| 1904 St. Louis        | não participou    | não participou | não participou | não participou | não participou | não participou      | não participou |
| 1908 Londres          | não participou    | não participou | não participou | não participou | não participou | não participou      | não participou |
| 1912 Estocolmo        | não participou    | não participou | não participou | não participou | não participou | não participou      | não participou |
| 1920 Antuérpia        | não participou    | não participou | não participou | não participou | não participou | não participou      | não participou |
| 1924 Paris            | não participou    | não participou | não participou | não participou | não participou | não participou      | não participou |
| 1928 Amsterdã         | não participou    | não participou | não participou | não participou | não participou | não participou      | não participou |
| 1932 Los Angeles      | não participou    | não participou | não participou | não participou | não participou | não participou      | não participou |
| 1936 Berlim           | não participou    | não participou | não participou | não participou | não participou | não participou      | não participou |
| 1948 Londres          | não participou    | não participou | não participou | não participou | não participou | não participou      | não participou |
| 1952 Helsinque        | não participou    | não participou | não participou | não participou | não participou | não participou      | não participou |
| 1956 Melbourne        | não participou    | não participou | não participou | não participou | não participou | não participou      | não participou |
| 1960 Roma             | não participou    | não participou | não participou | não participou | não participou | não participou      | não participou |
| 1964 Tóquio           | 1                 | 0              | 0              | 0              | 0              | –                   |                |
| 1968 Cidade do México | 5                 | 0              | 1              | 0              | 1              | 39º                 |                |
| 1972 Munique          | 11                | 0              | 0              | 0              | 0              | –                   |                |
| 1976 Montreal         | 4                 | 0              | 0              | 0              | 0              | –                   |                |
| 1980 Moscou           | 25                | 0              | 0              | 0              | 0              | –                   |                |
| 1984 Los Angeles      | 46                | 0              | 0              | 1              | 1              | 43º                 |                |
| 1988 Seul             | 15                | 0              | 0              | 0              | 0              | –                   |                |
| 1992 Barcelona        | 8                 | 0              | 0              | 0              | 0              | –                   |                |
| 1996 Atlanta          | 15                | 0              | 0              | 0              | 0              | –                   |                |
| 2000 Sydney           | 34                | 1              | 0              | 0              | 1              | 50º                 |                |
| 2004 Atenas           | 17                | 1              | 0              | 0              | 1              | 54º                 |                |
| 2008 Pequim           | 32                | 1              | 0              | 0              | 1              | 52º                 |                |
| 2012 Londres          | 32                | 0              | 0              | 0              | 0              | –                   |                |
| 2016 Rio de Janeiro   | 24                | 0              | 0              | 0              | 0              | –                   |                |
| Total                 | 269               | 3              | 1              | 1              | 5              |                     |                |

### Medalhas por esporte
| Esporte   | Ouro | Prata | Bronze | Total |
| Atletismo | 2    | 0     | 0      | 2     |
| Futebol   | 1    | 0     | 0      | 1     |
| Boxe      | 0    | 1     | 1      | 2     |
| Total     | 3    | 1     | 1      | 5     |

### Lista de medalhas
| Medalha | Atleta | Jogos                 | Esporte   | Categoria                   |
| ------- | --- | --------------------- | --------- | --------------------------- |
| prata   | Joseph Bessala | 1968 Cidade do México | Boxe      | Masculino - peso meio-médio |
| bronze  | Martin Ndongo-Ebanga | 1984 Los Angeles      | Boxe      | Masculino - peso leve       |
| ouro    | Patrice Abanda Nicolas Alnoudji Clement Beaud Daniel Bekono Serge Branco Joël Epalle Lauren Samuel Eto'o Idriss Carlos Kameni Modeste Mbami Patrick Mboma Albert Meyong Ze Serge Mimpo Daniel Ngom Kome Aaron Nguimbat Geremi Njitap Patrick Suffo Pierre Wome | 2000 Sydney           | Futebol   | Masculino - equipe          |
| ouro    | Françoise Mbango Etone | 2004 Atenas           | Atletismo | Feminino - salto triplo     |
| ouro    | Françoise Mbango Etone | 2008 Pequim           | Atletismo | Feminino - salto triplo     |

## Jogos Olímpicos de Inverno

### Quadro de medalhas
| Jogos                       | Número de atletas | Ouro           | Prata          | Bronze         | Total          | Classificação geral |                |
| 1924 Chamonix               | não participou    | não participou | não participou | não participou | não participou | não participou      | não participou |
| 1928 Saint-Moritz           | não participou    | não participou | não participou | não participou | não participou | não participou      | não participou |
| 1932 Lake Placid            | não participou    | não participou | não participou | não participou | não participou | não participou      | não participou |
| 1936 Garmisch-Partenkirchen | não participou    | não participou | não participou | não participou | não participou | não participou      | não participou |
| 1948 Saint-Moritz           | não participou    | não participou | não participou | não participou | não participou | não participou      | não participou |
| 1952 Oslo                   | não participou    | não participou | não participou | não participou | não participou | não participou      | não participou |
| 1956 Cortina d'Ampezzo      | não participou    | não participou | não participou | não participou | não participou | não participou      | não participou |
| 1960 Squaw Valley           | não participou    | não participou | não participou | não participou | não participou | não participou      | não participou |
| 1964 Innsbruck              | não participou    | não participou | não participou | não participou | não participou | não participou      | não participou |
| 1968 Grenoble               | não participou    | não participou | não participou | não participou | não participou | não participou      | não participou |
| 1972 Sapporo                | não participou    | não participou | não participou | não participou | não participou | não participou      | não participou |
| 1976 Innsbruck              | não participou    | não participou | não participou | não participou | não participou | não participou      | não participou |
| 1980 Lake Placid            | não participou    | não participou | não participou | não participou | não participou | não participou      | não participou |
| 1984 Sarajevo               | não participou    | não participou | não participou | não participou | não participou | não participou      | não participou |
| 1988 Calgary                | não participou    | não participou | não participou | não participou | não participou | não participou      | não participou |
| 1992 Albertville            | não participou    | não participou | não participou | não participou | não participou | não participou      | não participou |
| 1994 Lillehammer            | não participou    | não participou | não participou | não participou | não participou | não participou      | não participou |
| 1998 Nagano                 | não participou    | não participou | não participou | não participou | não participou | não participou      | não participou |
| 2002 Salt Lake City         | 1                 | 0              | 0              | 0              | 0              | –                   |                |
| 2006 Turim                  | não participou    | não participou | não participou | não participou | não participou | não participou      | não participou |
| 2010 Vancouver              | não participou    | não participou | não participou | não participou | não participou | não participou      | não participou |
| 2014 Sóchi                  | não participou    | não participou | não participou | não participou | não participou | não participou      | não participou |
| Total                       | 1                 | 0              | 0              | 0              | 0              |                     |                |